# Haxby
Haxby is een civil parish in het bestuurlijke gebied City of York, in het Engelse graafschap North Yorkshire met 8428 inwoners.